# Oròbia
Oròbia (Uròbea en llombard oriental) és una regió històrica corresponent a la part nord-est de la Llombardia i que habitualment es refereix a la regió dels Alps de Bèrgam (anomenats en italià Alpi Orobie); tanmateix, en el context autonomista el nom s'ha utilitzat més àmpliament per indicar tot el territori entre el riu Adda (després de la Pau de Lodi de 1454, la frontera occidental de la República de Venècia) i la frontera oriental de Llombardia, sovint contrastant amb Insúbria, regió que inclou l'oest de la Llombardia.

## Territori

### Oròbia lingüística
Des del punt de vista lingüístic, Oròbia es pot considerar la zona on es parlen les variants orientals del llombard, és a dir, la província de Bèrgam, part de la província de Brescia i la zona de Cremasca.

Dialecte oriental del llombard marcat com a varietat L02.

De l'Oròbia lingüística en quedarien excloses les províncies de Cremona i Màntua, en les quals es parlen dialectes de transició llombard-emilians o pròpiament emilians, que en canvi de vegades s'inclouen en la definició geogràfica més àmplia. De la mateixa manera que, al nord, quedaria exclosa l'alta Val Camonica (l'anomenada Oròbia bresciana, on es parla un dialecte llombard de transició al retoromànic) i la Valtellina (la Valtellinesi Orobie, el dialecte de la qual s'adscriu generalment al llombard occidental).

### Mencions històriques i geogràfiques
El nom d'Oròbia derivaria del nom per l'antiga població deriva de l'antiga tribu gal·la o celto-lígur dels Orobis, establerta en temps prehistòrics a les valls de Bèrgam, Lecco i Como.
Històricament, el territori havia format part de la República de Venècia després del tractat de Lodi.

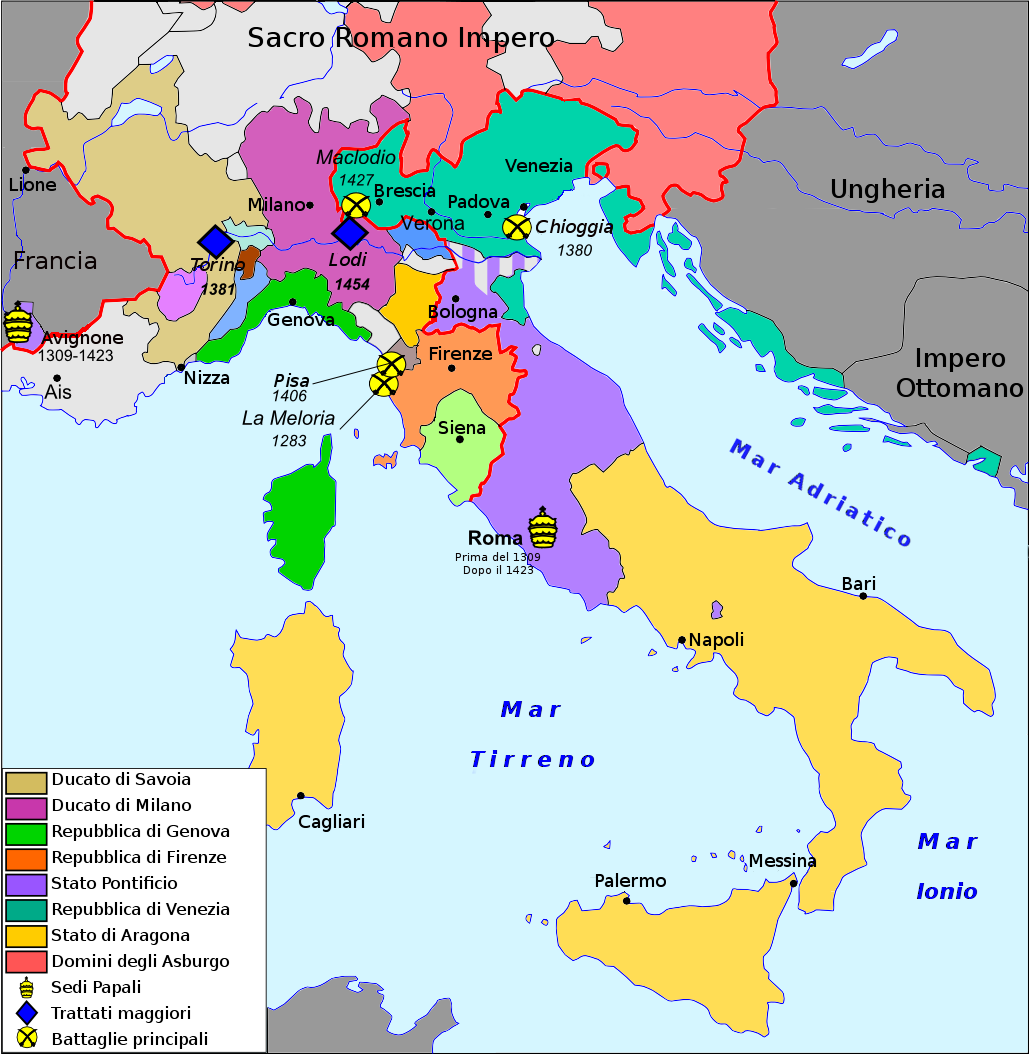
Península itàlica i territoris adjacents després del tractat de Lodi de 1454.